# Lech Niekrasz
Lech Zdzisław Niekrasz (ur. 1933 w Warszawie, zm. 8 czerwca 2014) – polski pisarz i dziennikarz, specjalizujący się w zagadnieniach marynistycznych.
W 1951 roku ukończył Państwowe Gimnazjum i Liceum im. Stefana Batorego w Warszawie. Ukończył filologię romańską na Uniwersytecie Warszawskim. Od 1956 przez 15 lat pracował jako dziennikarz w Koszalinie, Szczecinie i Gdańsku. W latach 1972–1975 był rzecznikiem prasowym Ministerstwa Żeglugi.

## Wybrane publikacje
- Półmiskiem przez Atlantyk, Iskry, seria: Naokoło świata, Warszawa 1969, 285 ss.
- Sombrero pełne buntu, Spółdzielnia Wydawnicza „Czytelnik”, Warszawa 1971, 385 ss.
- Pilot tańczy na redzie, Książka i Wiedza, Warszawa 1972, 235 ss.
- Gdańsk godzina siedemnasta, Książka i Wiedza, Warszawa 1973, 173 ss.
- Ziemia zadrżała w Chimbote, Wydawnictwo Harcerskie Horyzonty, Warszawa 1974, 301 ss.
- Aresztuję Pana, prezydencie..., Wydawnictwo Ministerstwa Obrony Narodowej, Warszawa 1977, 163 ss.
- Ballada rodem z Pacyfiku, Wydawnictwo Morskie, Gdańsk 1976, 192 ss.
- Corridy w Alkmaar nie będzie, Krajowa Agencja Wydawnicza, seria: Z Reporterskich Wędrówek, Warszawa 1976, 180 ss.
- Rewolucja w generalskim mundurze, Książka i Wiedza, seria: Kontynenty, Warszawa 1976, 339 ss.
- Życie w skali Beauforta, Krajowa Agencja Wydawnicza, seria: Szczęśliwa Siódemka, Warszawa 1976, 128 ss.
- Jak się łowi ryby, Nasza Księgarnia, Warszawa 1977, 68 ss.
- Zaczęło się w Oriente, Młodzieżowa Agencja Wydawnicza, Warszawa 1977, 144 ss.
- Gdzie Polska, gdzie Svalbard..., Młodzieżowa Agencja Wydawnicza, Warszawa 1978, 121 ss.
- Trójkąt bermudzki, Młodzieżowa Agencja Wydawnicza, Warszawa 1978, 164 ss.
- Wraki na wielkim holu, Wydawnictwo Morskie, seria: Opowieści Morskie, Gdańsk 1979, 212 ss.
- Czaszki wśród bambusów, Wydawnictwo Ministerstwa Obrony Narodowej, seria: Żółty Tygrys, Warszawa 1980, 125 ss.
- Prawdziwy koniec królestwa słoni, Wydawnictwo Ministerstwa Obrony Narodowej, Warszawa 1980, 235 ss.
- Dramat przy Carrera 30, Wydawnictwo Ministerstwa Obrony Narodowej, seria: Sensacje 20 Wieku, Warszawa 1981, 180 ss.
- Z pochylni na ocean, Krajowa Agencja Wydawnicza, seria: Mój Adres – Polska, Warszawa 1981, 124 ss.
- Podróż z Syjamu do Tajlandii, Książka i Wiedza, seria: Kontynenty, Warszawa 1982, 272 ss.
- Wyskoczyć do Singapur, Epoka, Warszawa 1983, 176 ss.
- Holenderski rekord świata, Nasza Księgarnia, seria: Biblioteka Młodego Technika, Warszawa 1984, 92 ss.
- Spór o grenadiera Schimka, Ośrodek Dokumentacji i Studiów Społecznych, Warszawa 1984, 144 ss.
- Kraj na przekór naturze, Nasza Księgarnia, Warszawa 1986, 214 ss.
- Tam, gdzie człowiek zwyciężył morze, Młodzieżowa Agencja Wydawnicza, Warszawa 1986, 135 ss.
- Czerwone i brunatne, Marpress, Gdańsk 1991, 132 ss.
- Spór o grenadiera Schimka, wyd. II, Oficyna Wydawnicza Symbol, Warszawa 1992, 195 ss.
- Operacja „Jedwabne”. Mity i fakty, Wydawnictwo Nortom, Wrocław 2001, 140 ss.[3]